# 어찌 날 위함이온지
어찌 날 위함이온지(And Can It Be, 정식 명칭: And Can It Be That I Should Gain?)는 찰스 웨슬리가 1738년에 자신의 기독교로의 개종을 기념하기 위해 쓴 기독교 찬송이다. 찰스 웨슬리는 그 해 5월 21일에 개종한 것으로 간주했다. 이 찬송은 예수님의 죽음과 부활을 통한 개인의 구원을 찬양하며 오늘날 가장 인기 있는 감리교 찬송 중 하나이다.

## 노랫속 단어
찬송가의 제목과 첫 줄은 1인칭으로 쓰여진 수사적 질문으로 구성되어 있다. 이 질문에서 화자는 그리스도의 죽음의 원인임에도 불구하고 예수의 희생(그리스도의 피)으로부터 유익을 얻을 수 있는지 묻는다. 이 찬송가는 성경에 나오는 여러 사건을 언급하고 있으며, 각 절은 개인의 신앙 경험과 개인 구원에 대해 다루고 있다.
2절은 불멸의 그리스도의 죽음의 명백한 역설에 대한 놀라움을 표현한다. "'이것이 모두 신비이다! 불멸자가 죽는다!'("'Tis mystery all! Th'Immortal dies!") — 예수의 수난에 대한 신약성서의 기록을 언급한다. 다음 절은 예수님의 성육신을 기념하며 빌립보서 2장 6-8절 "사랑 외에 모든 것을 비우시고 아담의 연약한 인류를 위하여 피를 흘리셨으니"의 구절을 차용한다.
4절("나의 쇠사슬 벗겨지고", My chains fell off)에서 웨슬리는 성 베드로와 성 바울이 투옥된 사건(행 12장의 베드로의 해방과 사도행전 16장의 바울의 해방)을 서술자의 죄에서의 해방에 대한 은유로 언급한다.
오리지널 버전은 총 6절로 구성되어 있으나 한국어 버전에서는 그 중 3개의 절만 취한다.